# Калинино (Фёдоровское сельское поселение)
Калинино  — деревня в Кимрском районе Тверской области. Входит в состав Фёдоровского сельского поселения.

## География
Находится в юго-восточной части Тверской области на расстоянии приблизительно 8 км на запад-юго-запад по прямой от районного центра города Кимры в левобережной части района.

## История
Известна с 1628 года как деревня Поповка с 2 дворами, владение старицкого Успенского монастыря. В 1806 году 18 дворов. В 1859 году здесь (деревня Корчевского уезда Тверской губернии) было учтено 32 двора, в 1887 −34.

## Население
Численность населения: 158 человек (1806 год), 190 (1859 год), 174 (1887), 18 (русские 100 %) в 2002 году, 5 в 2010.